# آیرونکلاد انریکو داندولو
آیرونکلاد انریکو داندولو (به انگلیسی: Italian ironclad Enrico Dandolo) یک کشتی است که طول آن ۱۰۹٫۲ متر (۳۵۸ فوت ۳ اینچ) می‌باشد. این کشتی در سال ۱۸۷۸ ساخته شد.